# Cypripedium tibeticum
Cypripedium tibeticum là một loài lan trong chi Cypripedium.

## Hình ảnh

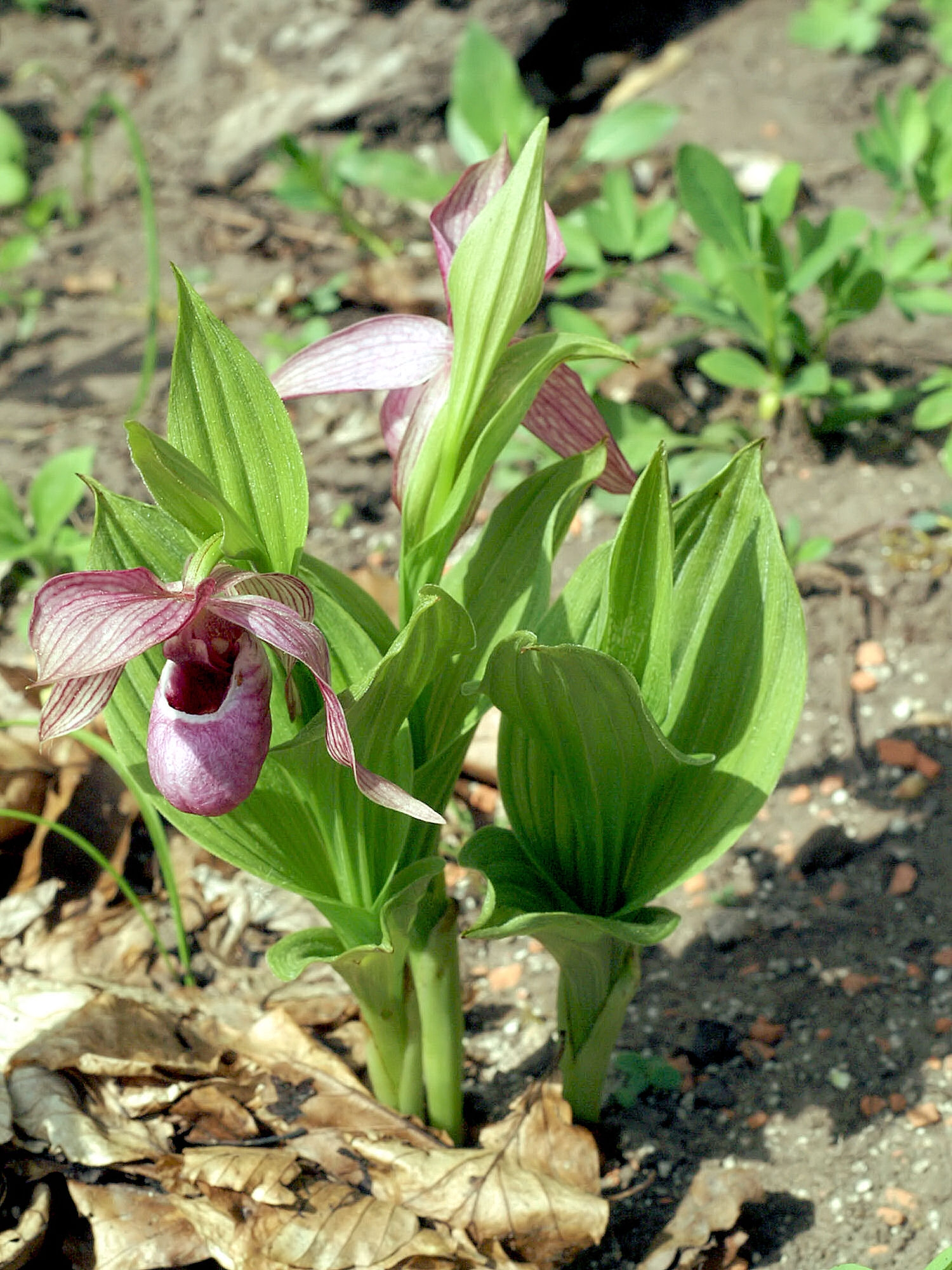
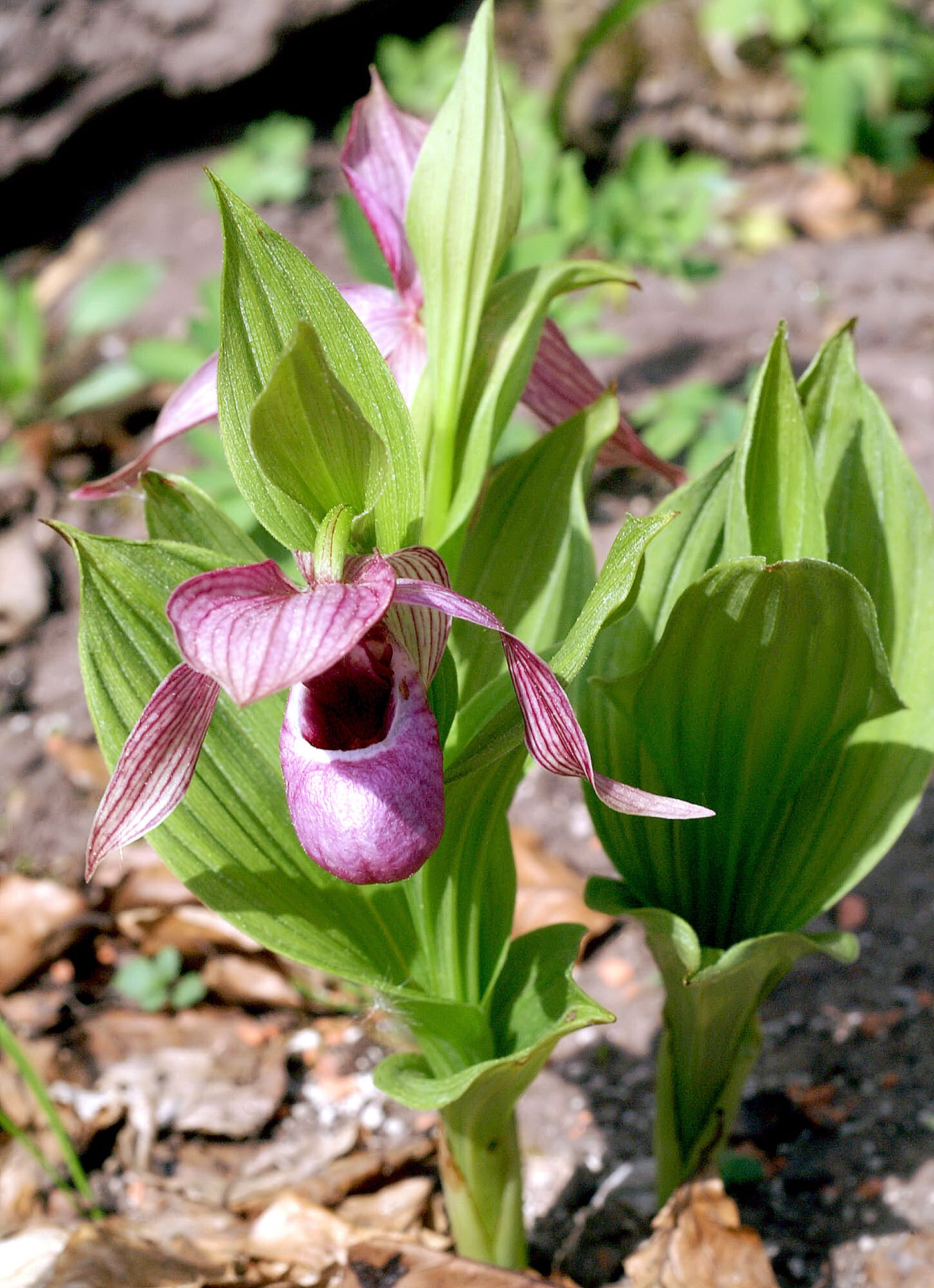